# Dosi de reforç
En termes mèdics, una dosi de reforç és una administració addicional d'una vacuna després d'una dosi anterior (primària). Després de la immunització inicial, una injecció o una dosi reforçadora és una reexposició a l'antigen immunitzador. Es pretén augmentar la immunitat contra aquest antigen fins als nivells de protecció, després que la memòria contra aquest antigen hagi disminuït al llarg del temps. Per exemple, sovint es recomana augmentar els trets contra el tètanus cada deu o vint-i-cinc anys, abans dels quals les cèl·lules de memòria específiques contra el tètanus han perdut la seva funció o han patit una apoptosi.
La necessitat d'una dosi de reforç després d'una vacunació primària s'avalua de diverses maneres. Una forma és mesurar el nivell d'anticossos específics contra una malaltia, pocs anys després de la dosi primària. La resposta anamnèstica, la ràpida producció d'anticossos després d'un estímul d'un antigen, és una manera típica de mesurar la necessitat d'una dosi de reforç d'una determinada vacuna. Si la resposta anamnèstica és alta després d'haver rebut una vacuna primària fa molts anys, és probable que no sigui necessària una dosi de reforç. També es pot mesurar l'activitat dels limfòcits B i T contra aquell antigen després d'un cert temps i de manera indirecta determinant la incidència de la malaltia en les poblacions vacunades.
Si un pacient rep una dosi de reforç però ja té un alt nivell d'anticossos, es podria desenvolupar una reacció anomenada reacció d'Arthus, una forma localitzada d'hipersensibilitat de tipus III induïda per nivells elevats d'IgG provocant inflamacions. La inflamació es resol amb freqüència al cap d'uns quants dies, però es pot evitar del tot augmentant el temps entre la vacuna primària i la dosi de reforç.
Encara no està del tot clar per què algunes vacunes com la de l'hepatitis A i B són efectives de per vida, i algunes com la del tètanus necessiten reforç. La teoria predominant és que si el sistema immunitari respon a una vacuna primària ràpidament, el cos no té temps per desenvolupar prou memòria immunològica contra la malaltia i les cèl·lules de memòria no persistiran en un nombre elevat durant tota la vida de l'ésser humà. Després d'una resposta primària del sistema immunitari contra una vacunació, els limfòcits B i T de memòria persisteixen a un nivell bastant constant en centres germinals, sotmetent-se a una divisió cel·lular a un ritme lent o inexistent. Tot i que aquestes cèl·lules tenen una llarga vida, no solen patir mitosi i, eventualment, la taxa de pèrdua d'aquestes cèl·lules serà superior a la taxa de guany. En aquests casos, cal una dosi de reforç per "augmentar" la recuperació del recompte de limfòcits B i T de memòria.